# PGC 39058
PGC 39058 är en dvärggalax i stjärnbilden Draken. Galaxen är ljussvag och svår att observera p.g.a. HD 106381, en stjärna alldeles bredvid galaxen.

### Fotnoter
1. ↑  ”Bright star — faint galaxy”. spacetelescope.org. Arkiverad från originalet den 8 oktober 2020. https://web.archive.org/web/20201008143331/https://spacetelescope.org/images/potw1021a/. Läst 21 december 2014.